# RabbitVCS
RabbitVCS è un front-end grafico per sistemi di controllo versione disponibile per Linux, scritto in Python e basato sulla libreria PyGTK.
L'interfaccia è stata ispirata a TortoiseSVN, riconoscibile dall'integrazione nel file manager per fornire un menu contestuale di file a repository di controllo versione. È integrato nei file manager Nautilus e Thunar, e nell'editor di testo gedit. Supporta Subversion e Git.
Il progetto era in origine chiamato NautilusSVN, ma per il desiderio di supportare altri file manager in aggiunta a Nautilus e ad altri sistemi di controllo versione, è stato rinominato in RabbitVCS (Version Control System).